# E. B. Farnum
Pour les articles homonymes, voir Farnum.
Ethan Bennett Farnum (né le 10 novembre 1826 à Cheshire (comté de Berkshire, Massachusetts) – mort après 1880) fut l'un des tout premiers habitants de Deadwood à n'être ni un mineur ni un prospecteur. Il a été le premier maire de Deadwood.

## Biographie
E. B. Farnum est né le 10 novembre 1826 de John Allen et Chloe Bennett Farnum à Cheshire.
En 1850, il est fermier à Geneva (en), dans le Wisconsin. En 1860, il y est toujours, mais en tant que pharmacien.
Il a semble-t-il été receveur des postes à Springfield (en) dans le comté de Walworth.
Farnum était l'époux de Mary Farnum avec qui il avait trois enfants, Sylvia, 16 ans, Edward, 12 ans, et Lyde, 2 ans lors de leur arrivée à Deadwood en 1876. Il y ouvrit un general store en 1876, puis acquit d'autres propriétés sur Main Street et investit dans les mines (Laura Mine, Prince Oscar Lode). Avec d'autres hommes d'affaires, il contribue à la création d'une route joignant Deadwood à Centennial afin d'assurer l'approvisionnement du camp.
Le 18 août 1876, il est élu maire par 672 voix sur 1 139 et obtient une reconnaissance officielle du camp par le gouvernement du territoire du Dakota, ainsi que l'installation d'un camp de l'armée dans les Black Hills à proximité de Deadwood. Il définit les limites de la ville. Il établit une centre de quarantaine pour isoler les malades de l'épidémie de variole qui frappa Deadwood à cette époque et un système de nettoyage des rues. Le salaire du maire fut établi à 100 $ par an, celui du marshal à 150 $ et celui du secrétaire de mairie à  75 $, le tout financé par une redevance prélevée sur les entreprises de la ville. En novembre 1876, il effectua le premier mariage civil de Deadwood entre Fannie Garrettson et Daniel Brown. En décembre 1876, il établit les pompiers municipaux.
Ses fonctions de maire s'étendaient aux affaires scolaires (school board) — il créa donc la première école de la ville — et à la justice de paix — il tient la fonction de juge et présida de nombreux procès de personnes capturées par les vigilantes. Cependant, comme Deadwood était en territoire indien, ses jugements n'étaient pas reconnus par le territoire du Dakota, et les condamnations à des peines d'emprisonnement n'étaient pas possibles. Farnum ne prenait donc que deux décisions : acquittement ou pendaison. Les voleurs de chevaux et de bétail étaient pendus.
Lors de la séparation de la mairie et de la justice de paix, il se présenta à la justice de paix, mais perdit l'élection. Son successeur à la mairie de Deadwood n'est pas connu, cependant Sol Star y fut élu en 1884. Farnum quitta finalement Deadwood pour Chicago, selon le recensement de 1880, il n'est plus à Deadwood à cette date.

## Filmographie
E. B. Farnum a inspiré le personnage interprété par William Sanderson dans la série télévisée Deadwood.